# ステーフェン・クラウスヴァイク
ステーフェン（ステーヴェン）・クラウスヴァイク（クロイスヴェイククライスヴァイククラウスウェイク）
(Steven Kruijswijk オランダ語発音: [ˈsteːvən ˈkrœysʋɛik]、1987年6月7日 - )は、オランダ、ニュエネン (現在はニューネン・ヘルヴェン・エン・ネーデルヴェテンの一部) 出身の自転車競技（ロードレース）選手。

## 来歴
2006年、ファン・フリート - EBH・アドヴォカテンと契約。
2007年、ラボバンク・コンチネンタルチームに移籍。
2010年、ラボバンクのトップチームに昇格。
2011年、ツール・ド・スイス第6ステージにて、プロ初勝利。
2016年、ジロ・デ・イタリア第14ステージにて、マリアローザを着用。以降、首位を守り続けたが第19ステージにて落車し、総合4位という成績でレースを終えた。
2017年、ブエルタ・ア・エスパーニャを総合9位で終えた。
2018年、ツール・ド・フランスではプリモシュ・ログリッチとのダブルエース体制で臨み、第12ステージでは逃げに乗り一時バーチャルでマイヨ・ジョーヌ着用権利を得た。またこのステージの敢闘賞を獲得した。終盤の山岳ステージでも大崩れせず、ツールでは総合5位の成績を収めた。
2019年、ツール・ド・フランスでは総合3位となり表彰台に登った。

## 主な戦績

### 2009年
- オランダ選手権　個人ロードレース・U23部門 優勝
- ツアー・オブ・アイルランド　総合8位

### 2010年
- ジロ・デ・イタリア　総合18位
- ブエルタ・ア・ブルゴス　総合8位

### 2011年
- ジロ・デ・イタリア　総合9位、新人賞部門2位
- ツール・ド・スイス　総合3位（第6ステージ優勝）

### 2012年
- ツール・ド・スイス　総合8位
- ツール・ド・フランス　新人賞部門 3位

### 2014年
- アークティック・レース・オブ・ノルウェー　総合優勝

### 2015年
- ジロ・デ・イタリア　総合7位
- ツアー・オブ・ブリテン　総合7位

### 2016年
- ジロ・デ・イタリア　総合4位

### 2017年
- ツール・ド・スイス　総合3位
- ブエルタ・ア・エスパーニャ　総合9位

### 2018年
- ツール・ド・フランス　総合5位
- ブエルタ・ア・エスパーニャ　総合4位

### 2019年
- ツール・ド・フランス　総合3位